# Sonocatalyse
La sonocatalyse est une branche de la sonochimie qui se base sur l’utilisation des ultrasons pour affecter l’apport d’énergie ainsi que la réactivité d’un catalyseur utilisé lors d’une catalyse homogène ou hétérogène. Elle est généralement utilisée pour assister la catalyse. Ce type de catalyse est utilisé depuis la création de la sonochimie en 1927 par Alfred Lee Loomis (en) (1887-1975) et Robert Williams Wood (1868-1955). La sonocatalyse (et même la sonochimie en général) repose sur les ultrasons qui ont été découverts en 1794 par le biologiste italien Lazarro Spallanzani (1729-1799).

## Principe

### Concept Général
La sonocatalyse a pour rôle d’assister la catalyse en elle-même, ce qui veut dire que ce n’est pas une technique catalytique à elle seule. La sonocatalyse, tout comme la sonochimie en général, dérive d’un phénomène appelé cavitation acoustique, qui se produit lorsqu’un liquide est irradié par des ultrasons. Les ultrasons vont créer de fortes variations locales de pression et de température, affectant ainsi la densité du liquide et créer des bulles de cavitation lorsque la pression du liquide descend en dessous de sa vapeur de pression saturante. Dans certains cas, la cavitation acoustique peut être couplée à une décharge électrique de plasma pour davantage d'efficacité. Lorsque ces bulles explosent, une énergie, qui correspond à la transformation d’énergie cinétique en chaleur est libérée. La sonocatalyse peut avoir lieu en phase homogène comme en phase hétérogène, suivant la phase dans laquelle le catalyseur est par rapport à la réaction.

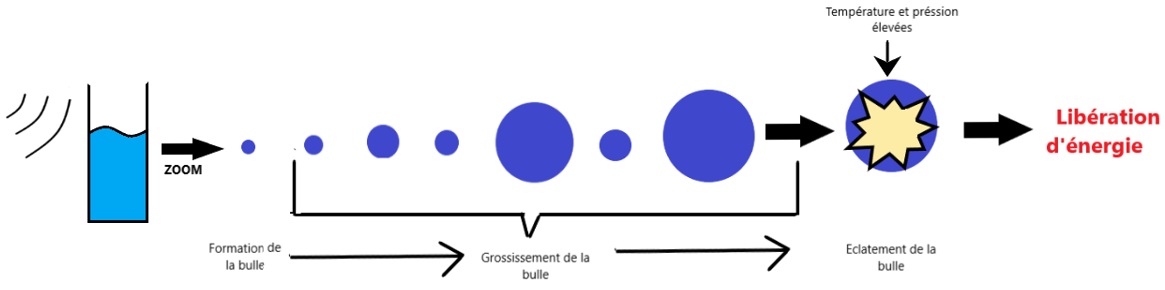
Principe de récupération d'énergie par cavitation acoustique.

D’un point de vue réactionnel, l’éclatement des bulles de cavitation permet de créer des conditions extrêmes de pression et de température locales, pouvant aller jusqu’à une pression de 1000 atm et une température de 5000 K. Cela a pour conséquence la création de radicaux hautement énergétiques, donc instables et très réactifs. Dans un milieu aqueux, l’éclatement des bulles permet la formation du radical hydroxyle {\displaystyle {\ce {HO^{.}}}}et du radical hydrogène {\displaystyle {\ce {H^{.}}}}. Ces radicaux peuvent ensuite se recombiner pour produire différentes espèces comme de l’eau {\displaystyle {\ce {H2O}}}, le radical hydroperoxyle {\displaystyle {\ce {HO2^{.}}}} , du peroxyde d’hydrogène {\displaystyle {\ce {H2O2}}} ou encore du dioxygène {\displaystyle {\ce {O2}}}.
Les réactions de formation de radicaux dues à la décomposition de l'eau par les ultrasons peuvent être décrites comme telles : 
{\displaystyle {\ce {H2O ->[{)))}] HO{.}+ H{.}}}}
{\displaystyle {\ce {.OH + H. -> H2O2}}}
{\displaystyle {\ce {.H + O2 ->HO2.}}}
{\displaystyle {\ce {2HO. -> H2O2}}}
{\displaystyle {\ce {2HO2.->H2O2 +O2}}}
{\displaystyle {\ce {H2O +.OH->H2O2 +H.}}}
La présence de dioxygène dissous dans le milieu aqueux améliore la création de conditions de température et de pression extrêmes nécessaire à la sonocatalyse, car le dioxygène dissous est susceptible de créer davantage de bulles de cavitation, qui formeront elles-mêmes plus de radicaux lorsqu’elles exploseront. Les réactions de formation de radicaux et de régénération d’espèces en présence de dioxygène peuvent être résumées ainsi :
{\displaystyle {\ce {H2O ->[{)))}] HO{.}+ H{.}}}}
{\displaystyle {\ce {O2 ->[{)))}] 2O{.}}}}
{\displaystyle {\ce {HO{.}+ O{.}->[{}] OOH{.}}}}
{\displaystyle {\ce {O{.}+ H2O ->[{}] 2HO{.}}}}
{\displaystyle {\ce {H{.}+ O2 ->[{}] OOH{.}}}}
{\displaystyle {\ce {HO{.}+ H{.}->[{}] H2O}}}
{\displaystyle {\ce {2HO{.}->[{}] H2O + O{.}}}}
{\displaystyle {\ce {OOH{.}+ OH{.}->[{}] H2O + O2}}}
{\displaystyle {\ce {2H{.}->[{}] H2}}}
Une fois les radicaux formés, ils peuvent réagir ou reformer de l'eau et du dioxygène en l'absence d'espèces réactantes. On observe aussi un dégagement de dihydrogène à la suite de ce processus.
Cette énergie apportée par les irradiations ultrasoniques est différente de celles apportées par la chaleur ou par un rayonnement électromagnétique. Elle diffère dans la durée, ainsi que dans la pression et l’énergie perçues par molécule. Par exemple, un ultrason d’une fréquence de 20 kHz correspond, par conversion, à une énergie de 8,3 x 10-11 eV. Par comparaison, si on émettait un laser d’une longueur d’onde de 300 nm, alors cela correspondrait à une énergie de 4,13 eV. Ces ultrasons permettent un temps de réaction plus court ainsi qu'un meilleur rendement.
Le processus physico-chimique menant à la sonocatalyse peut provoquer un autre phénomène appelé sonoluminescence. Celui-ci se produit lorsque l'explosion des bulles de cavitation provoque l'émission de photons, ce qui ne peut arriver que si l'apport d'énergie est suffisamment élevé pour former des espèces excitées. Dans le cas de la sonocatalyse, les photons émis ont une longueur d'onde généralement comprise entre 200 nm et un peu plus de 700 nm, ce qui signifie qu'ils sont caractérisés par une lumière colorée. Le phénomène de sonoluminescence peut varier selon tout un tas de facteurs propres à la sonocatalyse, comme la fréquence des ultrasons ainsi que l'utilisation de la catalyse homogène ou hétérogène entre autres.

### Catalyse et énergie d'Arrhenius
Tandis que la catalyse active le réactif en baissant l'énergie d'activation, la sonocatalyse est capable d'apporter une certaine quantité d’énergie en plus de la baisse de l'énergie d'activation, grâce à l'effet des ultrasons qui assistent la catalyse. Celle-ci est donc plus apte à aider le réactif à atteindre et franchir son état de transition.

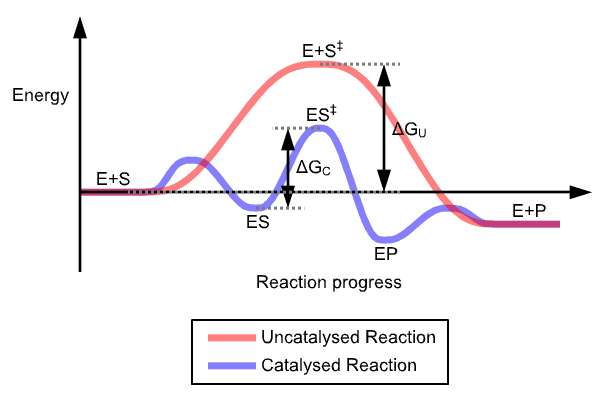
Effet de la catalyse sur l'énergie d'activation d'une réaction sous catalyse enzymatique.

### Irradiation directe et irradiation indirecte
Il existe deux types d’irradiation dans la sonochimie et la sonocatalyse : l’irradiation directe et l’irradiation indirecte. Lors de l’irradiation directe, la solution étudiée est directement en contact avec l’émetteur d’ondes sonores (le plus souvent un transducteur). Lors de l’irradiation indirecte, ces deux éléments sont séparés par un bain irradié qui transmet les ondes par convection au contenant de la solution. Si la méthode d’irradiation la plus utilisée est l’irradiation indirecte, l’irradiation directe est également possible, en particulier lorsque le bain à ultrasons utilisé peut servir de contenant pour la solution.

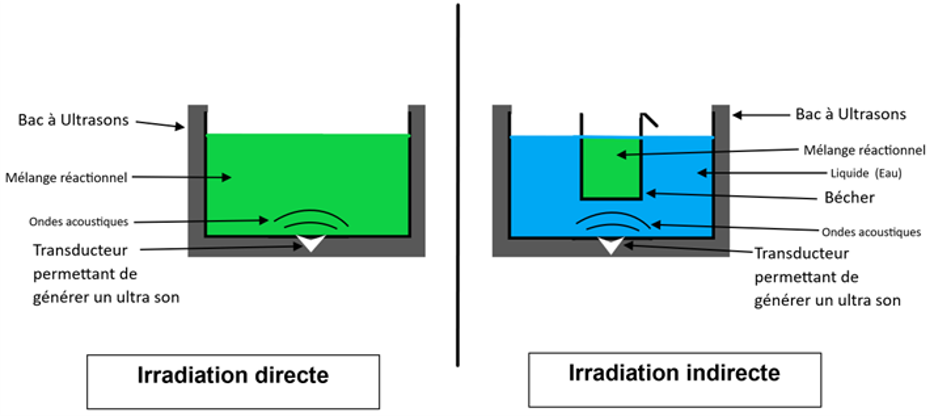
Schéma montrant les différences entre irradiation directe et indirecte.

## Catalyseurs

### Catalyseurs homogènes
Les complexes de carbonyles de métal, comme le Fe(CO)5, le Fe3(CO)12, le Cr(CO)6, le Mo(CO)6 ou encore le W(CO)6, sont très prisés dans la sonocatalyse homogène, car ce sont des espèces stables, de par leurs structures, en conditions standard. De plus, leurs propriétés catalytiques sont connues et efficaces.

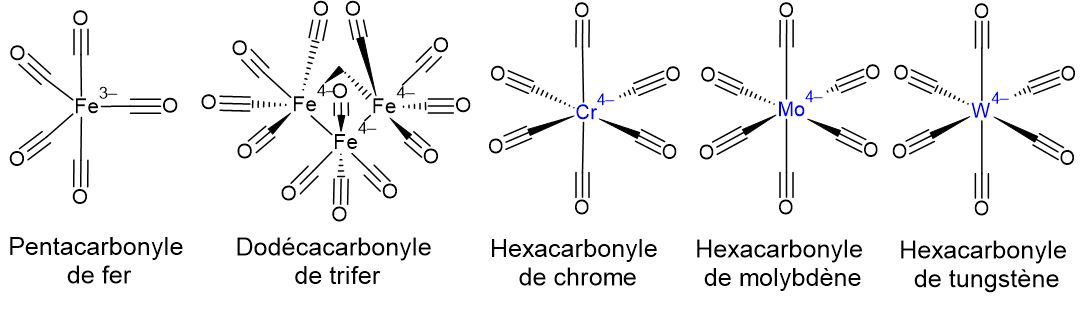
Différents métaux carbonylés utilisables comme catalyseur homogène en sonocatalyse.

### Catalyseurs hétérogènes
Les espèces carbonées, comme les nanotubes de carbone, le graphène, l’oxyde de graphène, le charbon actif, biochar, le g-C3N4, les matériaux dopés en carbone, le Buckminsterfullerène (C60), les carbones mésoporeux entre autres sont très utilisées dans la sonocatalyse en phase hétérogène. Ces espèces ont des propriétés physico-chimiques propices à leur utilisation comme sonocatalyseurs car elles favorisent le processus de dégradation lors de la sonocatalyse. Elles sont très utilisées car, en plus d’avoir une grande activité et stabilité pour la sonocatalyse, elles démontrent l’effet de la nucléation. Ces propriétés sont dues à des caractéristiques tels que leurs activités optiques, conductivités électriques, stabilités chimiques, forces mécaniques, ainsi que leurs structures poreuses. Ces espèces sont en plein essor, autant dans leur développement technologique que dans leur utilisation de plus en plus grandissante.
D’autres sonocatalyseurs hétérogènes existent, comme la poudre de nickel. La poudre de nickel est un solide particulièrement utilisé dans le but de catalyser des réactions d’hydrogénation d’alcènes sous ultrasons. En effet, la poudre de nickel est quasiment inactive lorsqu’elle est utilisée en tant que simple catalyseur. Cependant, lorsqu’elle est couplée à des ultrasons, son activité est multipliée par plus de 100000, ce qui en fait une espèce chimique efficace en sonocatalyse, d’autant plus que la poudre de nickel est plus simple à utiliser et plus sélective en catalyse que le nickel de Raney.

## Matériaux utilisés

### Les transducteurs
En plus de ces espèces catalytiques, la sonocatalyse nécessite d’autres types d’équipements pour générer les ultrasons, notamment de transducteurs qui génèrent les ultrasons (ondes acoustiques) en convertissant l’énergie électrique en énergie mécanique. Ces transducteurs peuvent être de différents types : ils peuvent être soit piézoélectriques, soit magnétostrictifs. Le type de transducteur le plus utilisé est le piézoélectrique car il est moins coûteux, plus léger et occupe moins de place. Ce transducteur est constitué de monocristaux ou de céramiques et de deux électrodes électriques fixées sur les faces des matériaux cités précédemment. Ces électrodes subissent une tension électrique qui est au maximum égale à la fréquence de résonance du transducteur, puis permettent aux monocristaux et aux céramiques de comprimer ou de se dilater, ce qui crée une onde.

#### Quelques exemples de transducteurs
Le bac à ultrasons est un bac qu’on vient remplir de liquide, souvent de l’eau, et c’est ce liquide qui permet de transmettre l’énergie acoustique générée au fond du bac vers la solution présente à l’intérieur d’une verrerie. Cet outil génère habituellement des ultrasons avec des basses fréquences ( entre 20 et 60 kHz ) et est peu coûteux. Cependant, il présente quelques inconvénients, notamment une difficulté à contrôler la température du liquide contenu dans le bac, mais également le fait que l’irradiation ne soit pas homogène dans tout le bac.

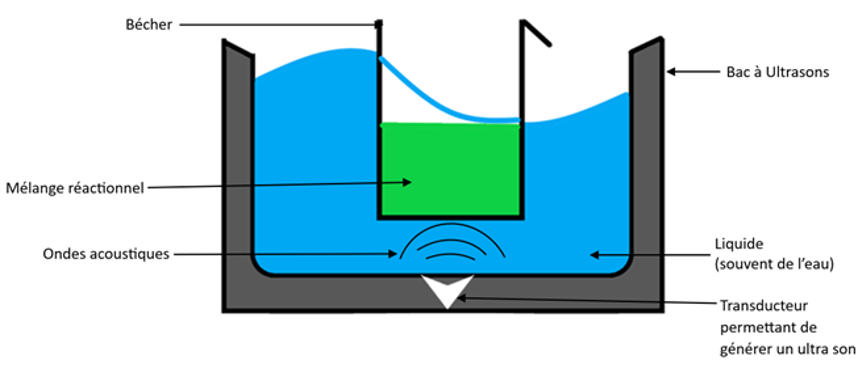
Schéma décrivant le fonctionnement d’un bac à ultrasons.

Le réacteur cup-horn est comparable au bac à ultrasons, mais il permet d’irradier par irradiation directe et indirecte. Le réacteur cup-horn se différencie du bac à ultrasons par des fréquences plus variées, c’est-à-dire qu’il peut irradier à basses fréquences mais également à hautes fréquences, et avec une intensité qui peut être cinquante fois plus intense que le bac à ultrasons. Cet équipement est plus cher car sa conception est très minutieuse, particulièrement car sa forme est calculée afin d’obtenir des irradiations plus homogènes dans tout le bac.
Le réacteur “sifflet” est un réacteur dans lequel le mélange réactionnel est pompé en continu à travers une ouverture de largeur réglable, dans une zone délimitée où la cavitation a lieu. Dans cette zone, il existe des lames qui vibrent lors du passage de la solution pompée, ce qui génère des ondes ultrasonores. Ce réacteur est davantage utilisé pour des mélanges réactionnels homogènes car, dans le cas des mélanges hétérogènes, le solide ne passe pas à travers le sifflet. Pour ce qui est de son utilisation, ce type de réacteur est moins utilisé et répandu que les autres exemples présentés.

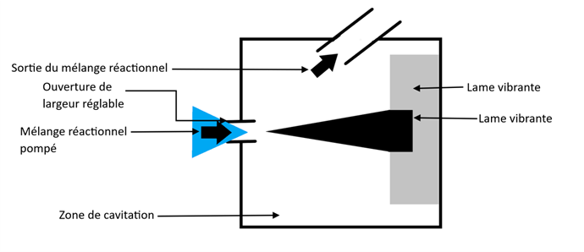
Schéma décrivant le fonctionnement d’un réacteur “sifflet”.

## Applications
Au fil des années, l’usage de la sonocatalyse s’est sensiblement répandu et intensifié. Aujourd’hui, la sonocatalyse est utilisée dans de nombreux domaines. C’est le cas des domaines médical, pharmacologique, métallurgique, environnemental, nanotechnologique, ainsi que dans le domaine du traitement des déchets aquatiques notamment.

### Santé

#### Synthèse de principes actifs

##### Exemple du pyrazole et de ses dérivés
Plusieurs études ont démontré que la sonocatalyse pouvait favoriser le rendement de la synthèse du pyrazole ou d'un de ses dérivés, composés ayant une activité antimicrobienne, antihypertensive, antitumorale, anti-inflammatoire et anti convulsive.
Une étude en particulier a par ailleurs développé une nouvelle méthode afin de synthétiser cette molécule et ses dérivés avec des réactifs écologiques et économiques, tout en ayant un rendement élevé en passant par la sonocatalyse.

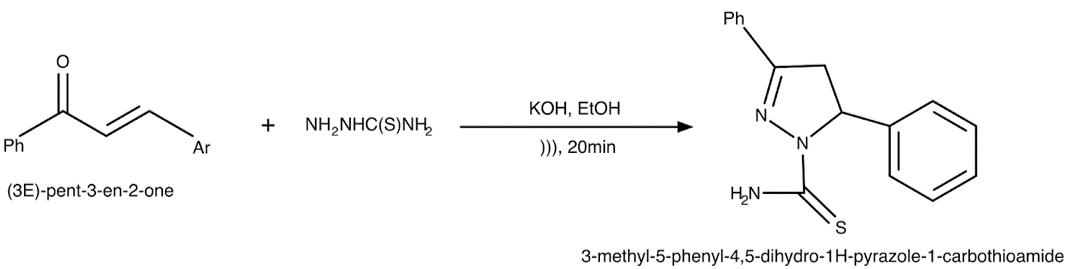
Synthèse du 3-méthyl-5-phényl-4,5-dihydro-1H-pyrazole-1-carbothioamide sous sonocatalyse.

On obtient le tableau comparatif suivant, lors de la synthèse du 3-methyl-5-phenyl-4,5-dihydro-1H-pyrazole-1-carbothioamide :
|                                                           | Temps (min) | Rendement (%) |
| --------------------------------------------------------- | ----------- | ------------- |
| Réaction sous sonocatalyse (*)                            | 20          | 76            |
| Réaction sans sonocatalyse, dans les mêmes conditions (*) | 20          | 16            |
| Littérature                                               | 120         | 66            |

(*) Voir l'image juste au-dessus pour les conditions de la synthèse.

### Environnement

#### En tant que voie catalytique elle-même
La sonocatalyse peut être considérée comme une technique catalytique respectueuse de l’environnement car celle-ci ne nécessite pas un apport d’énergie élevé et constitue une alternative à des technologies demandant des conditions de température et de pression extrêmes, constituant une dépense d’énergie beaucoup plus forte. De plus, la sonocatalyse constitue un fort intérêt car c’est une voie de catalyse rapide et bon marché comparée à la plupart des autres voies catalytiques possibles (décomposition thermique, électrochimie, utilisation de radiations…).

#### Dégradation de polluants
Un exemple d’utilisation de la sonocatalyse est son utilisation afin d’améliorer la dégradation de polluants. En effet, les ultrasons permettent de générer, à partir d’une molécule d’eau, le radical {\displaystyle {\ce {HO^{.}}}}. Ce radical est un puissant oxydant, pouvant décomposer des polluants organiques persistants. Cependant, la vitesse de réaction pour des composés hydrophobes est faible. C’est pourquoi les ultrasons sont souvent couplés avec un catalyseur solide. L'ajout de ce catalyseur signifie l’ajout de noyaux qui amplifient le phénomène de cavité et donc l'efficacité ultrasonique. À proximité de la surface de contact solide-liquide, une pression supplémentaire est appliquée à la bulle d’un des côtés, ayant pour conséquence un éclatement plus violent de la bulle.

##### Décoloration du rouge cationique 46
Ce principe s'applique à la décoloration, par oxydation, du rouge cationique 46 (également appelé rouge de base 46) par l’oxyde de zinc supporté par de la bentonite. Actuellement, plus de 10 à 20% des colorants organiques sont perdus et relâchés dans la nature. Étant toxiques et cancérogènes, trouver de nouvelles méthodes pour améliorer leur décoloration est un sujet d’actualité. L’oxydation se fait par le radical {\displaystyle {\ce {HO^{.}}}}, dont les capacités oxydantes sont connues. En effet, on peut observer que la forte augmentation de présence du radical {\displaystyle {\ce {HO^{.}}}} a pour effet d’améliorer la décoloration du rouge basique 46, décolorant 17,8% du rouge basique avant l’utilisation des ultrasons, et décolorant 81,6% du rouge basique avec ultrasons.

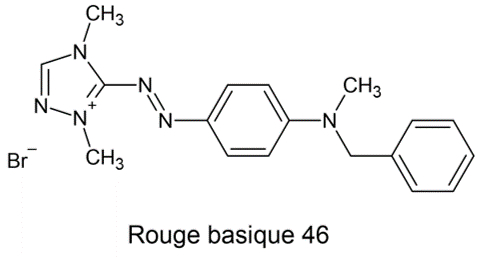
Molécule de Rouge cationique 46 (également appelé rouge de base 46 ou rouge basique 46).

Cependant, l'efficacité catalytique de la sonocatalyse repose principalement sur l’utilisation combinée du catalyseur originel et des ultrasons. En appliquant uniquement les ultrasons, on observe une décoloration de seulement 25,4% du rouge basique 46.

##### Élimination de la tétracycline
Un autre exemple de dégradation d’un polluant est l’élimination de la tétracycline, un antibiotique fréquemment retrouvé comme polluant dans les eaux usées. Lorsque la tétracycline est dissoute en solution aqueuse, l’utilisation seule d’ultrasons est inefficace pour dégrader la tétracycline, car cela est cinétiquement défavorable.

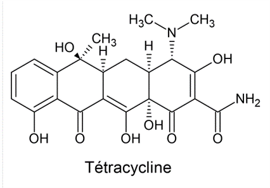
Molécule de Tétracycline.

L’association de catalyseurs comme le dioxyde de titane {\displaystyle {\ce {TiO2}}} ou le peroxyde d’hydrogène {\displaystyle {\ce {H2O2}}} aux ultrasons permet de dégrader beaucoup plus rapidement la tétracycline, de l’ordre de moins d’une demi-heure lorsque les ultrasons, le {\displaystyle {\ce {TiO2}}} et le {\displaystyle {\ce {H2O2}}}sont utilisés.

##### Dégradation de la rhodamine B
L’usage de la sonocatalyse est également retrouvé lors de la dégradation de la rhodamine B, un colorant synthétique qui, largué dans les eaux usées, devient néfaste pour les plantes aquatiques, puisqu’il affecte gravement leur métabolisme et entrave le processus de photosynthèse.

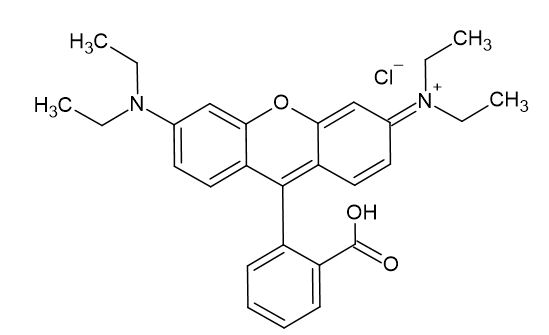
Molécule de rhodamine B.

#### Valorisation de la biomasse
La sonocatalyse est utilisée pour valoriser la biomasse, et particulièrement la biomasse lignocellulosique , via sa transformation en composés chimiques comme des composés phénoliques ou des acides aliphatiques. Cette transformation peut être initiée par trois processus de prétraitement : un processus physique, un processus chimique et un processus biologique. La sonocatalyse intervient dans le processus chimique, permettant d’augmenter son efficacité et d’utiliser une quantité d’énergie bien inférieure à celle nécessaire pour le processus physique.

#### Association avec la photocatalyse
La photocatalyse est aussi une voie catalytique efficace pour dégrader des polluants organiques en solution aqueuse. Ainsi, sonocatalyse et photocatalyse peuvent apparaître comme étant des techniques en compétition. Cependant, il est possible d’associer ces deux concepts dans une méthode appelée la sonophotocatalyse, où la force des ultrasons serait couplée à la photocatalyse. Le principe de la photocatalyse est très ressemblant à la sonocatalyse, puisqu'il s'agit d'appliquer des ultrasons à un mélange réactionnel contenant un photocatalyseur et soumis à une source extérieure de rayons UV. La sonophotocatalyse est particulièrement efficace avec l’utilisation d’ultrasons de basse fréquence, c’est-à-dire entre 20 et 40 kHz. Par exemple, la décomposition du bisphénol A catalysée par le dioxyde de titane est deux à trois fois supérieure en présence d’ultrasons à 20 kHz et d’irradiation sous une lampe UV à une longueur d’onde de 300 nm, par rapport à la même réaction sans lampe UV. La sonophotocatalyse se révèle donc encore plus efficace que la sonocatalyse.

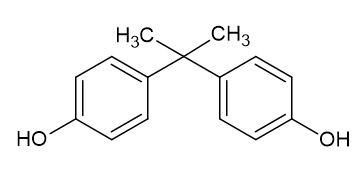
Molécule de bisphénol A.

### Application en synthèse organique et inorganique
En plus du traitement des eaux usées, la sonocatalyse est utile en synthèse organique et inorganique, puisqu’elle est susceptible d’améliorer les propriétés de certains catalyseurs utilisés durant des étapes de synthèse.

#### La réaction de Fenton
La réaction de Fenton est une réaction visant à générer des radicaux à partir du peroxyde d'hydrogène {\displaystyle {\ce {H2O2}}} ainsi que des ions ferreux {\displaystyle {\ce {Fe^2+}}} et ferriques {\displaystyle {\ce {Fe^3+}}}. Cette réaction est fréquemment retrouvée dans les processus de décomposition des polluants retrouvés dans les eaux usées, comme la rhodamine B : si la sonocatalyse est couplée, à une fréquence de 20 kHz, à la réaction de Fenton, avec une concentration massique en Chlorure Ferreux {\displaystyle {\ce {FeCl2}}} de 5,0 mg/L et à pH = 4, alors l’efficacité de dégradation est de 80% au bout de 12 minutes. 
Dans cet exemple, la cavitation acoustique est couplée à du plasma de haute intensité.

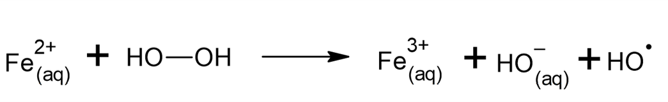
Réaction de Fenton.

#### Synthèse de n-alkyl imidazoles
La réaction de condensation de l’imidazole et de l’acrylate d’éthyle est une réaction où l’efficacité de la sonocatalyse peut être étudiée. En effet, le taux de conversion de la condensation est bien meilleur avec sonocatalyse, que les catalyseurs utilisés soient organiques (comme le 3-aminopropyl-triméthoxysilane (en)) ou inorganiques (comme le MCM-41).

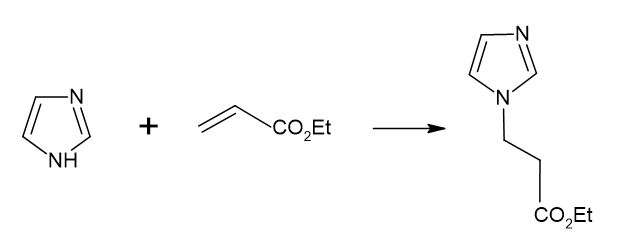
Réaction de condensation de l'imidazole et de l'acrylate d'éthyle.